# 亲核体
親核體，又叫親核基、親核試劑（英語：Nucleophile，意思為喜好原子核的物）是一個基本的有機化學概念，指具有親核性的化学试剂，可用:Nu-或Nu:表示。它用来衡量一个试剂给电子能力的强弱。一般而言，与亲电试剂反应中，親核體亲核性越高，越容易產生化學反應。親核體在有機化學反應中提供電子，因此根據酸鹼電子理論的定義，親核體可視為路易士鹼。任何有孤電子對的分子、原子或陰離子均可作為親核體。
亲核性与碱性类似，但有所不同。很多情况下碱性高的物质亲核性也高，比如胺的碱性和亲核性均强于醇。但不尽然，比如膦的碱性弱于胺，而亲核性则强于胺。

## 歷史
亲核体(nucleophile)這個詞語是由克里斯托夫·英果爾德在1929年所提出。

## 化學性質

### 親核性
許多系統試圖去量化親核體的相對親核性。下面的實驗數據透過測量大量親核試劑和親電試劑的化學反應的反應速率。親核試劑顯示的α效應通常被省略。

#### 史汪恩-史考特方程式
史汪恩-史考特方程式是第一個嘗試量化親核體的親核性。

該方程式於1953年被提出。
{\displaystyle \log _{10}\left({\frac {k}{k_{0}}}\right)=sn}
k為准一級反應常數，k0為以水作為親核試劑的標準反應，n為親核常數，用於一個給定的親核試劑和常數s依賴於親核攻擊（定義溴甲烷的s值為1）。
這個方程式導致對典型的親核陰離子的下列值：醋酸為2.7，氯化物為3.0，疊氮化合物為4.0，氫為4.2，苯胺為4.5，碘化物為5.0。

## 例子
親核試劑的例子是陰離子，例如Cl-等鹵素離子，或者有孤電子對的化合物，例如NH3（氨），PR3。

### 氧親核體
以下是氧亲核体的例子：水（H2O）、氫氧根離子(OH-)、醇（R-OH）、醇鹽（RO-）、過氧化氫（H2O2）和羧酸鹽(-ROO-)。

### 硫親核體
以下是硫亲核体的例子:碱金屬硫化物(X2S)、鹼土金屬硫化物(XS)、硫醇(R-SH)、硫醇的陰離子(R-S-)和硫代羧酸的陰離子(RC(O)-S−)。